# Frank Patrick

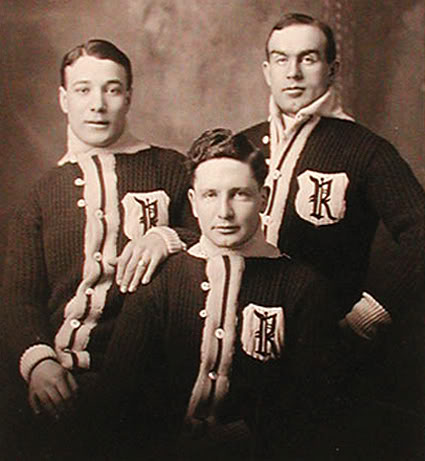
Frank Patrick, i mitten, bredvid Newsy Lalonde och Cyclone Taylor med Renfrew Creamery Kings.

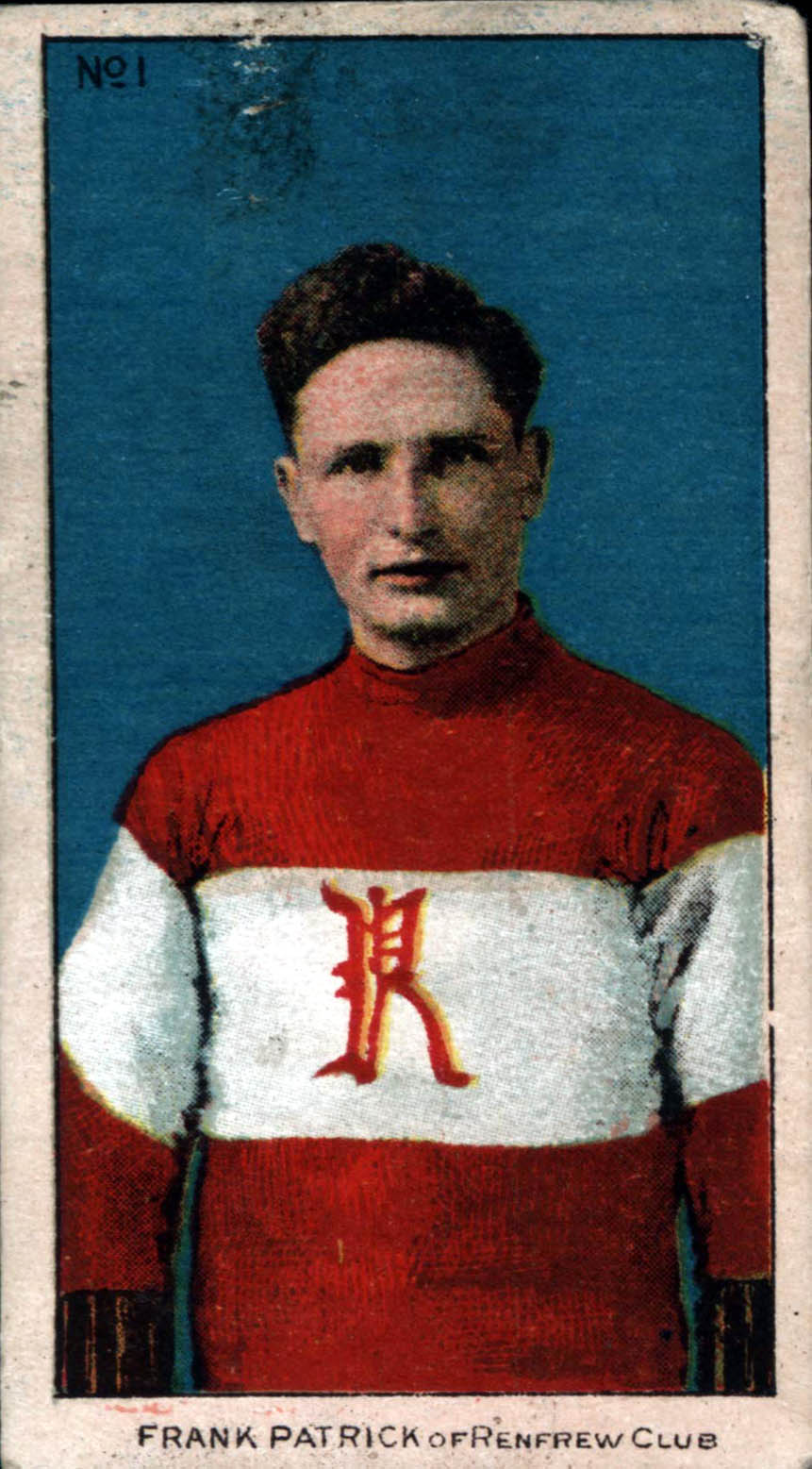
Frank Patrick med Renfrew Creamery Kings.

Francis Alexis "Frank" Patrick, född 21 december 1885 i Ottawa, död 29 juni 1960 i Vancouver, var en kanadensisk professionell ishockeyspelare, ishockeytränare och ishockeypionjär. Frank Patrick spelade bland annat för Montreal Victorias i CAHL och ECAHA, Nelson Hockey Club i WKHL, Renfrew Creamery Kings i NHA samt Vancouver Millionaires och Vanocuver Maroons i PCHA.

## Karriär
Säsongen 1914–15 vann Frank Patrick Stanley Cup med Vancouver Millionaires som spelande tränare och klubbägare sedan laget besegrat Ottawa Senators med 3-0 i matcher i finalserien. Patrick gjorde två mål och en assist i finalserien.
Från säsongen 1913–14 till och med säsongen 1923–24 var Patrick president för Pacific Coast Hockey Association.
Från 1934 till 1936 var Frank Patrick tränare för Boston Bruins i NHL.
1950 valdes Frank Patrick in i Hockey Hall of Fame där även hans äldre bror Lester Patrick är medlem.

## Statistik

### Spelare
CAHL = Canadian Amateur Hockey League, ECAHA = Eastern Canada Amateur Hockey Association, WCHL = Western Canada Hockey League
| 1904        | Montreal Victorias     | CAHL        | 5  | 4  | 0  | 4   | –  | – | – | – | — | – |
| 1905        | Montreal Westmount     | CAHL        | 2  | 4  | 0  | 4   | 0  | – | – | – | — | – |
| 1905–06     | McGill Redmen          | MCHL        | 3  | 6  | 0  | 6   | 0  | – | – | – | — | – |
| 1906–07     | McGill Redmen          | MCHL        | 4  | 6  | 0  | 6   | 12 | – | – | – | — | – |
| 1907–08     | Montreal Victorias     | ECAHA       | 8  | 8  | 0  | 8   | 6  | – | – | – | — | – |
| 1908–09     | Nelson Hockey Club     | WKHL        | –  | –  | –  | —   | –  | – | – | – | — | – |
| 1910        | Renfrew Creamery Kings | NHA         | 12 | 9  | 0  | 9   | 23 | – | – | – | — | – |
| 1910–11     | Nelson Hockey Club     | WKHL        | –  | –  | –  | —   | –  | – | – | – | — | – |
| 1912        | Vancouver Millionaires | PCHA        | 15 | 23 | 0  | 23  | 0  | – | – | – | — | – |
| 1912–13     | Vancouver Millionaires | PCHA        | 14 | 12 | 8  | 20  | 17 | – | – | – | — | – |
| 1913–14     | Vancouver Millionaires | PCHA        | 16 | 11 | 9  | 20  | 3  | – | – | – | — | – |
| 1914–15     | Vancouver Millionaires | PCHA        | 4  | 2  | 2  | 4   | 6  | – | – | – | — | – |
|             |                        | Stanley Cup | –  | –  | –  | —   | –  | 3 | 2 | 1 | 3 | 8 |
| 1915–16     | Vancouver Millionaires | PCHA        | 8  | 3  | 1  | 4   | 3  | – | – | – | — | – |
| 1916–17     | Vancouver Millionaires | PCHA        | 23 | 13 | 13 | 26  | 30 | – | – | – | — | – |
| 1917–18     | Vancouver Millionaires | PCHA        | 1  | 1  | 1  | 2   | 0  | – | – | – | — | – |
| 1922–23     | Vancouver Maroons      | PCHA        | 2  | 0  | 1  | 1   | 0  | – | – | – | — | – |
| 1923–24     | Vancouver Maroons      | PCHA        | 4  | 0  | 1  | 1   | 0  | – | – | – | — | – |
| PCHA totalt | PCHA totalt            | PCHA totalt | 87 | 65 | 36 | 101 | 59 | – | – | – | – | – |

### Tränare
M = Matcher, V = Vinster, F = Förluster,  O = Oavgjorda, S% = Segerprocent
| Säsong  | Lag                    | Liga | M  | V  | F  | O | S%     | Slutspel                                                    |
| ------- | ---------------------- | ---- | -- | -- | -- | - | ------ | ----------------------------------------------------------- |
| 1912    | Vancouver Millionaires | PCHA | 15 | 7  | 8  | 0 | 46,7 % | –                                                           |
| 1912–13 | Vancouver Millionaires | PCHA | 14 | 7  | 7  | 0 | 50,0 % | –                                                           |
| 1913–14 | Vancouver Millionaires | PCHA | 16 | 7  | 9  | 0 | 43,8 % | –                                                           |
| 1914–15 | Vancouver Millionaires | PCHA | 17 | 13 | 4  | 0 | 76,5 % | Vann Stanley Cup                                            |
| 1915–16 | Vancouver Millionaires | PCHA | 18 | 9  | 9  | 0 | 50,0 % | –                                                           |
| 1916–17 | Vancouver Millionaires | PCHA | 23 | 14 | 9  | 0 | 60,9 % | –                                                           |
| 1917–18 | Vancouver Millionaires | PCHA | 18 | 9  | 9  | 0 | 50,0 % | Segrade i ligaslutspelet Förlorade i Stanley Cup-final      |
| 1919    | Vancouver Millionaires | PCHA | 20 | 12 | 8  | 0 | 60,0 % | Förlorade i ligaslutspelet                                  |
| 1919–20 | Vancouver Millionaires | PCHA | 22 | 11 | 11 | 0 | 50,0 % | Förlorade i ligaslutspelet                                  |
| 1920–21 | Vancouver Millionaires | PCHA | 24 | 13 | 11 | 0 | 54,2 % | Segrade i ligaslutspelet Förlorade i Stanley Cup-final      |
| 1921–22 | Vancouver Millionaires | PCHA | 24 | 12 | 12 | 0 | 50,0 % | Segrade i ligaslutspelet Förlorade i Stanley Cup-final      |
| 1922–23 | Vancouver Maroons      | PCHA | 29 | 16 | 12 | 1 | 56,9 % | Segrade i ligaslutspelet Förlorade i Stanley Cup-slutspelet |
| 1923–24 | Vancouver Maroons      | PCHA | 30 | 13 | 16 | 1 | 45,0 % | Segrade i ligaslutspelet Förlorade i Stanley Cup-slutspelet |
| 1924–25 | Vancouver Maroons      | WCHL | 28 | 12 | 16 | 0 | 42,9 % | –                                                           |
| 1925–26 | Vancouver Maroons      | WHL  | 30 | 10 | 18 | 2 | 36,7 % | –                                                           |
| 1934–35 | Boston Bruins          | NHL  | 48 | 26 | 16 | 6 | 60,4 % | Förlust i andra rundan                                      |
| 1935–36 | Boston Bruins          | NHL  | 48 | 22 | 20 | 6 | 52,1 % | Förlust i första rundan                                     |